# Maafa

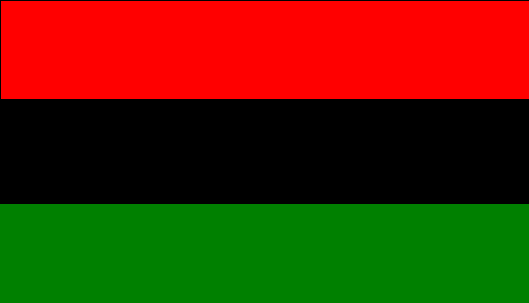
Bandera Panafricana

Maafa, también expresado como holocausto africano o holocausto de la esclavitud, hace referencia a los 500 años de sufrimiento del pueblo africano y a la diáspora africana, causados por la esclavitud, el imperialismo, el colonialismo, la invasión, la opresión, la deshumanización y la explotación.
El concepto hace referencia también a las políticas sociales y académicas utilizadas para invalidar o apropiarse de las contribuciones de los pueblos africanos a la humanidad,y a los efectos residuales de esta persecución tal y como se manifiestan en las sociedades contemporáneas. 
Maafa se deriva de la palabra suajili utilizada para desastre, acontecimiento terrible o gran tragedia,mientras que la expresión holocausto africano se deriva de un término griego que significa quema de sacrificio, siendo preferida por algunos académicos para enfatizar el carácter intencionado.
El uso del término Maafa para describir este período de persecución fue popularizado por la antropóloga Marimba Ani en su libro publicado en 1994 Let the Circle Be Unbroken: The Implications of African Spirituality in the Diaspora.Históricamente, la esclavitud de africanos por personas blancas fue referida como comercio atlántico de esclavos, una expresión que ha sido criticada por enfatizar los aspectos comerciales de la persecución africana, manteniendo un punto de vista acorde con la historiografía europea o blanca norteamericana.